# Даниїл (патріарх Румунський)
Патріарх Даниїл (рум. Patriarhul Daniel; у миру Дан-Іліє Чоботя, рум. Dan Ilie Ciobotea; нар. 22 липня 1951, комуна Добрешті, повіт Тіміш, Західна Румунія) — предстоятель Румунської Православної Церкви з 30 вересня 2007. Повний титул — Блаженніший Даниїл, архієпископ Бухарестський, митрополит Мунтенський і Добруджийський, намісник Кесарії Каппадокійської, Патріарх Румунський.
Доктор наук.

## Біографія
Третя дитина в сім'ї вчителя Алексія Чоботя і його дружини Стели. Відвідував начальну школу в своєму рідному селі Добрешті (1958–1962), середню школу в селищі Лапушнік повіту Тиміш (1962–1966). Протягом 1966–1970 відвідував вищу школу в Бужаші, а потім у Лугоджі.
Після закінчення школи він став студентом теології у Богословському православному інституті міста Сібіу (1970–1974). Впродовж 1974–1976 слухач курсів докторського ступеню в Богословському інституті у Бухаресті на кафедрі систематичного богослов'я під керівництвом проф. Димитрія Станіля. Продовжує навчання за кордоном. Два роки вчиться на факультеті Протестантської теології в Університеті гуманістичних наук у Страсбурзі (Франція), а згодом два роки на факультеті Католицької Теології в Університеті «Albert Ludwig» м. Фрайбург (Німеччина).
15 липня 1979 отримує ступень доктора на факультеті протестантської теології в Страсбурзі. Його дипломна робота на тему сучасного стану християнської думки та життя, яку було написано під керівництвом видатних французьких професорів Жер ара Зігвальта та Андре Бенуа, отримала найвищу оцінку. Розширений варіант цієї роботи було підготовано від керівництвом професора Димитрія Станіля і презентовано 31 жовтня 1980 року Богословському інституті у Бухаресті. Робота мала назву: «Сучасна християнська думка і життя. Есе про відношення між богослов'ям та духовністю». Після усного іспиту та презентації письмової роботи, за яку він знов таки отримав найвищу оцінку, Даниїлові Чоботя було надано звання доктора православної теології.
Професор Д. Станіля з цього приводу сказав наступне: «Іспит довів комісії, що вони мають справу з добре підготовленим, проінформованим кандидатом, який виявляє сильне бажання вести богословське життя великої духовної глибини. Ми потребуємо людей такого типу, які будуть жити згідно з вченнями нашої Церкви. Це справжня духовність священика: прожити життя таким чином, аби мати змогу відповісти на запитання сучасних людей, але водночас залишаючись священиком. Без богословської культури а також без вищої місії та достоїнства священства ми закінчимо тим, що будемо віддаляти віруючих людей від Церкви».
Патріарх Румунський Даниїл володіє французькою, німецькою, англійською та італійською мовами.
У травні 2021 року закликав Ізраїль та Палестину до миру.

## Позиції та нагороди
- «Доктор теології» в Богословському інституті (Бухарест), 1980.
- 1980–1988 — викладач Екуменічного Інституту в Босе (Женева), викладач Женевського на Фрабурзького університетів.
- 1987 — Прийняв чернечий постриг в Сіхестрійському монастирі з іменем Даниїл.
- 1988 року став радником Румунського Патріарха та очолив комісію «Сучасне богослов'я та екуменічний діалог».
- 1988 — Професор відділення Християнського служіння (місії) Бухарестського богословського інституту
- 1990 (березень) — Вікарний єпископ Митрополії Тимошара.
- 1990 (червень) — Архієпископ та Митрополит Молдавії та Буковини
- З 1992 — Професор богослов'я на факультеті православної теології в Університеті «Al.I.Cuza» румунського міста Іаші. Член Виконавчого та Центрального Комітету Екуменічної Ради Церков (Женева).
- Віце-президент Другої Загальної Конференції Європейських Церков (Грац, 1997)
- Віце-президент Національного Комітету історичних пам'яток (Бухарест)
- Президент Національної Синодальної комісії з релігійної освіти (Бухарест) Представник Священного Синоду Румунської Православної Церкви з питань молодіжної християнської діяльності (Бухарест)

- Член Міжнародної Академії релігійних наук в Брюсселі (2000)
- Член та почесний президент численних неурядових організацій

### Нагороди
- Орден князя Ярослава Мудрого I ст. (Україна, 27 липня 2013) — за визначну церковну діяльність, спрямовану на піднесення авторитету православ'я у світі, та з нагоди відзначення в Україні 1025-річчя хрещення Київської Русі[4]

## Богословсько-освітня діяльність
Засновник наступних установ:
- Факультет Православного богослов'я, м. Іаші — 1990;
- Православна богословська семінарія Св. Праскеви, м. Агапія — 1991;
- Православна богословська семінарія, м. Ботошани — 1992;
- Православна богословська семінарія, м. Дорохой — 1993;
- Православна богословська семінарія, Св. Василія, м. Ясси — 1995;
- Православна богословська семінарія, м. П'ятра Нямц — 1996;
- Богословсько-медичний коледж, м. Ясси — 1994;
- Богословсько-медичний коледж, м. П'ятра Нямц, 1993;
- Академія Св. Іоанна, Нямецький монастир — 1993;
- Пасторсько-культурний центр Св. Даниїла Відлюдника, м. Дуреу, 1995;
- «Екуменічна бібліотека Димитрія Станілоае», м. Ясси — 1995;
- Екуменічний Інститут св. Миколая, м. Ясси, 1997;
- Культурно-місіонерський Інститут TRINITAS, м. Ясси, 1997.

## Соціальне служіння
Засновник:
- Християнської освітньої асоціації «Пілігрим», м. Ясси (1996);
- Стоматологічний кабінет для бідних св. Пантелеймона, м. Ясси (1993);
- Румунська Асоціація Православних лікарів і фармацевтів, м. Ясси (1994);
- Відділення соціального служіння «Дияконія», м. Ясси (1994);
- Столові для бідних у містах Ясси, Дорохой, Херлеу, Пашкань (1993–1995);
- Медична аптека Свв. Апостолів Петра та Павла, м. Ясси (1998);
- Лікувально-діагностичний центр «Провідента» (2000).